# Typee
Typee (Untertitel A Peep at Polynesian Life; deutscher Verlagstitel  Taipi) ist ein Roman von Herman Melville, der 1846 erschien. Die Erzählung beruht zu großen Teilen auf seinen eigenen Erlebnissen im Jahr 1842 auf den Marquesas-Inseln.

## Inhalt
Der Ich-Erzähler Tom gehört mit einem Kameraden namens Toby zur Besatzung der Walfängers Dolly, der schon sechs Monate ununterbrochen im Pazifik auf See ist. Der Kapitän behandelt die Matrosen miserabel und die Verpflegung ist äußerst schlecht. Schließlich läuft das Schiff in der Bucht von Nukuhiva ein, das zu den gerade von den Franzosen in Besitz genommenen Marquesas gehört. Die paradiesisch anmutende Insel, frische Nahrung und nicht zuletzt freizügige Mädchen, die sich den Matrosen lustvoll hingeben, motivieren Tom und Toby zur Desertion. Die beiden nutzen einen Landgang zur Flucht und wollen sich zu dem friedlichen Stamm der Happar durchschlagen, während Tom geradezu Angst vor den als kriegerische Kannibalen geltenden Taipi hat.
Die Flucht gelingt durch ausgedehnte Urwalddickichte und über Bergkämme, wobei Tom und Toby zunächst den über 1200 m hohen Mont Tekao als höchsten Punkt der Insel erreichen. Durchnässt von wiederholten Regenfällen leidet auch ihr kleiner Vorrat an Zwieback, der sich zudem mit ihrem Tabak vermischt hat. Es folgen mehrere gefährliche Abstiege in Schluchten und Anstiege über steile Bergwände, Hinabklettern an Wurzeln und über Bäume an Wasserfällen vorbei. Tom leidet außerdem an einem geschwollenen Bein, das ihn schon beim Gehen behindert. Schließlich gelangen sie halbverhungert nach fünf Tagen in ein bewohntes Tal und treffen die ersten Insulaner, wobei ihnen nicht klar ist, ob es sich um Happar oder Taipi handelt.
Die beiden Matrosen werden in eine Bambushütte geführt, in der sie einigen Stammesführern gegenüber Platz nehmen. Immer noch im Zweifel, um welchen Stamm es sich handelt, benutzt Tom das Wort mortaki (gut) eher zufällig mit taipi und erkennt, dass sie bei den Erzfeinden des Happarstammes gelandet sind. Dennoch werden sie freundlich aufgenommen und mit einem nahrhaften Brei, dem poi-poi versorgt. Noch von Ängsten vor den kannibalischen Taipi geplagt, beginnt Tom allmählich die wohlgewachsenen Einwohner zu bewundern, darunter die kunstvollen Tätowierungen der Männer und den Blumenschmuck der Frauen. Der Häuptling Mehevi lässt Toms krankes Bein durch einen Medizinmann behandeln, ohne dass jedoch eine baldige Besserung eintritt. Er wird in der großen Hütte des alten Marheyo aufgenommen und erhält mit Kory-Kory eine Art Diener, der ihn gelegentlich umherträgt.
Tom und Toby dürfen auch die heiligen Wälder der Taipi, den Hula-Hula-Grund und eine Art Tempelanlage, den Tei besichtigen, der für Frauen tabu ist. Bald nachdem Toby in einem Scharmützel mit Happarkriegern verwundet wurde, kommt die Nachricht von weißen Besuchern am entfernt liegenden Strand des Tals. Toby ergreift die Gelegenheit dorthin zu gehen und verspricht nach drei Tagen wiederzukehren. Als dies nicht geschieht, glaubt Tom an ein Unglück oder an Tobys Treulosigkeit, zudem fühlt er sich zunehmend als Gefangener. Ein wenig Trost spendet ihm die Freundschaft mit der jungen Fayaway, mit der er regelmäßig in einem See schwimmen geht. Tom kann sogar erwirken, dass für Fayaway ein Tabu aufgehoben wird, welches Frauen Kanufahren verbietet.
Im Verlauf der Erzählung werden das Alltagsleben und einige Bräuche  der Taipi geschildert, so unter anderem das Familienleben, die unterschiedliche Rolle der Geschlechter, die Religion und das kriegerische Verhältnis zu anderen Stämmen der Insel. Auch die Pflanzen und Tiere von Nuku Hiva beschreibt der Autor mit geradezu wissenschaftlicher Genauigkeit. Eine mehrtägige Veranstaltung, das „Kalebassenfest“ mit ausufernden Festmählern und Tänzen beeindruckt Tom besonders. Jedoch macht er schließlich eine schockierende Entdeckung am Grabmal eines einbalsamierten Kriegers, wo er eindeutige Beweise für den Kannibalismus der Taipi an getöteten Feinden sieht. Tom kann sich dann nach vier Monaten mit Hilfe des stammesfreien Insulaners Marnu, der durch ein Tabu geschützt ist, über Land zur Bucht durchschlagen. Unter Lebensgefahr bedroht durch die erzürnten Taipi erreicht er das Beiboot eines Händlers und heuert bald darauf auf dem amerikanischen Schiff Julia an.
In einer Nachbemerkung schildert Melville anhand seiner weiteren Fahrten nach Tahiti und den Sandwichinseln (Hawaii), die dortigen Verhältnisse. Zum einen kritisiert er die aggressive Kolonialmacht Frankreich, zum anderen werden die sozialen Probleme aufgrund des schädlichen Einflusses der Kolonisatoren angeprangert. Eine Fortsetzung beinhaltet die Geschichte Tobys, den Melville nach etwa vier Jahren in Nordamerika wieder traf. Toby konnte nach wenigen Tagen im Tal der Taipi mit Hilfe eines Händlers im Boot entkommen und kehrte erst nach zwei Jahren im Pazifik nach Hause zurück.

## Veröffentlichungsgeschichte

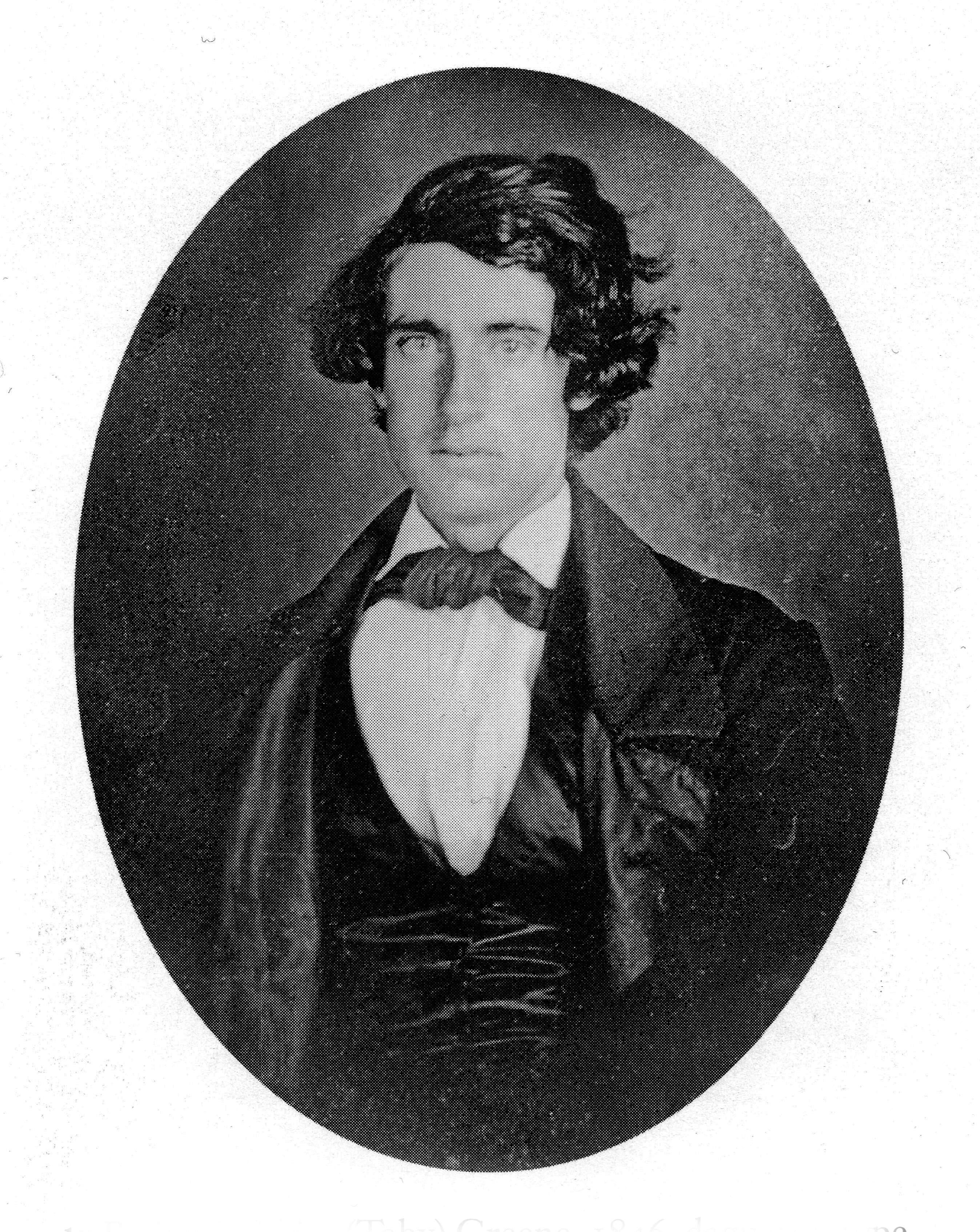
Richard Tobias „Toby“ Greene, 1846

Die Erzählung wurde zuerst dem Verlag Harper & Brothers in New York vorgelegt, dort aber abgelehnt, weil „die Erzählung zu phantastisch erschien um glaubwürdig zu sein“. Sie erschien darauf erstmals unter dem Titel Narrative of a Four Months’ Residence among the Natives of a Valley of the Marquesas Islands im Februar 1846 bei John Murray in England. Zuvor musste Melville jedoch noch drei weitere Kapitel mit Fakten einfügen, um die Erzählung glaubwürdiger zu gestalten.
Dennoch bestanden weiterhin Zweifel, bis am 1. Juli 1846 in der Zeitschrift Commercial Advertiser in Buffalo im Staate New York ein Brief von dem an dem Abenteuer beteiligten Richard Tobias Greene („Toby“) erschien, der den Wahrheitsgehalt der Geschichte bestätigte.
Im August 1846 erschien das Werk auch bei Wiley & Putnam in New York. Auf Druck des Verlagspartners John Wiley wurde eine revidierte Version aufgelegt, der vor allem zahlreiche Stellen mit für Wiley unliebsamen sexuellen und religionskritischen Inhalten fehlten.

## Zum Werk
In Typee verarbeitet Melville einige Eindrücke von seiner vier Jahre zuvor erlebten Fahrt mit dem Walfänger Acushnet, seiner Desertion und der unter den Typee verbrachten Zeit.
Seit der Erstveröffentlichung ist von der Literaturkritik und der Wissenschaft diskutiert worden, inwieweit die Erzählung Tatsachen berichtet, und wo Melville literarisch eingegriffen hat, etwa, um den Erzählfluss interessant zu halten. Melville geht in Typee über einen reinen Tatsachenbericht hinaus und interpretiert die polynesische Gesellschaft im Vergleich zur Nordamerikanischen und Europäischen.
Seiner Erzählung ist stellenweise eine deutliche Kritik an der Kolonisierungspolitik europäischer Mächte und der christlichen Missionierung im Pazifikraum anzumerken.
Einige der Beschreibungen Melvilles, insbesondere der Kannibalismus der Typee oder die Aufhebung eines Tabus, nur damit Tom mit einer jungen Frau zusammen im Kanu fahren kann, erscheinen heute als literarische Freiheiten Melvilles. Gleichwohl gibt es Belege für rituellen mit der Religion verknüpften Kannibalismus. Auch die Dauer seines Aufenthalts, die sich aus den Schiffstagebüchern zu etwa 4 Wochen ergibt, hat Melville auf vier Monate ausgedehnt.
Melvilles Mardi von 1849 gilt als rein fiktive Fassung von Typee.

## Ausgaben der Erzählung
- Herman Melville: Taipi. 2. Auflage. Gebundene Ausgabe. Verlag Neues Leben, Berlin 1980, Lizenzausgabe der Dietrich’schen Verlagsbuchhandlung, Leipzig 1953.
- Herman Melville: Taipi. Gebundene Ausgabe. Hoffmann und Campe, Leipzig 1967.
- Herman Melville: Taipi. Abenteuer in der Südsee. Taschenbuch Ed. Bücherbär/Arena, 1978 ISBN 3-545-32159-2.
- Herman Melville: Taipi. Aufbau Tb, Berlin 2001 ISBN 3-7466-6097-1.
- Herman Melville: Taipi. Everyman Paperback Classics, Tuttle 1993.
- Herman Melville: Taipi. A Peep at Polynesian Life. Penguin Classics, 1996.
- Herman Melville: Typee. Neuübersetzung inklusive bisher unübersetzter Passagen aus dem Fragment des Originalmanuskripts.[2] Mareverlag, Hamburg 2019, ISBN 978-3-86648-614-0.
- Vier Monate auf den Marquesas-Inseln oder ein Blick auf Polynesisches Leben. Übersetzer: Rudolph Garrigue. 1. Auflage. Gustav Mayer, Leipzig 1847; Volltext (Wikisource)